# Мартин, Антон
Антон Роландссон Мартин (швед. Anton Rolandsson Martin, лат. Martin, Antonius Rolandi, 3 августа 1729, Таллин — 30 января 1785, Турку) —  шведский орнитолог финского происхождения, врач и ботаник. Мартин стал первым учёным из Скандинавии, занимавшимся исследованиями природы Арктики. Мартин был одним из «апостолов Линнея» — учеников великого шведского естествоиспытателя Карла Линнея (1707—1778), которые участвовали в экспедициях в самых разных частях света, собирали, а затем привозили или присылали Линнею семена растений, гербарные и зоологические образцы. По причине своего слабого здоровья Мартин никогда не занимал академических должностей, а свои исследования проводил на разовые исследовательские пособия.

## Биография
Антон Мартин родился 3 августа 1729 года в местечке Mijntenhoff около Таллина во время поездки его родителей в Эстонию. Его отец, Роланд Мартин (Roland Martin, 1693—1763) занимал должность советника (старшего члена) надворного суда в Турку. Его матерью была Ульрика Шарлотта Роткирх (Ulrika Charlotta Rotkirch, 1713—1783).
В 1743 году Мартин начал обучение в Королевской академии Або (сейчас — Турку, Финляндия). В 1756 году он приехал в Уппсальский университет (Уппсала, Швеция), в котором одним из его преподавателей был великий шведский натуралист Карл Линней (1707—1778). В 1757 году Мартин защитил диссертацию, посвящённую мхам из рода Буксбаумия (Buxbaumia). 22 июня того же года он получил степень кандидата философии. В 1761 году он закончил обучение в университете, получив степень кандидата медицины.

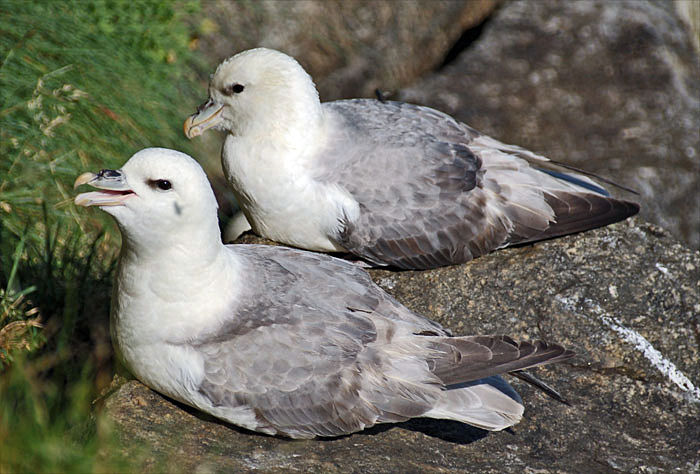
Глупыш (Fulmarus glacialis) — птица, научное описание которой впервые было сделано Антоном Мартином

В 1758 году Мартин был зачислен гётеборгским купцом Петером С. Багге (Peter S. Bagge) в качестве врача и натуралиста в экипаж китобойного судна Гренландской компании, отправлявшегося к Шпицбергену. Помимо прочего, Мартин во время плавания занимался изучением вопроса миграции сельди. Известно, что из-за погодных условий корабль смог пробыть на Шпицбергене только три дня. Мартин стал первым, кто описал птицу глупыша (Fulmarus glacialis) (в статье Beskrifning på en Procellaria, som finnes vid Norr-Polen), однако сам он новому виду названия не дал. Карл Линней использовал это описание в 1761 году в книге Fauna svecica. Дневники Мартина, которые он вёл во время путешествия на Шпицберген, были впервые опубликованы в 1881 году в журнале Ymer. В своих дневниках Мартин подробно описывал погоду, корабельный быт, а также морскую флору и фауну.
В 1759—1760 годах Мартин проводил экономические исследования в Норвегии, связанные с сельским и рыбным хозяйством; в районе города Берген он собрал орнитологические и ботанические коллекции. В 1761 году отчёт о своём путешествии по Норвегии Мартин представил в Уппсальском университете. Отчёт содержал информацию о жителях страны, а также имелось детальное описание климата, почв, растений и растительности Норвегии, используемых систем ирригации, солеварных заводов.
Во время экспедиций Мартин сильно обморозил ноги. В 1761 году из-за начавшегося некроза одну из ног пришлось ампутировать. После этого Мартин вернулся в свой родной город Турку и стал заниматься медициной, живя на очень скромную пенсию, назначенную ему Шведской королевской академией наук. Мартин не был женат, детей у него не было.
Имеющая в некоторых источниках информация о том, что он умер в 1786 году, является недостоверной. Он умер в Турку 30 января 1785 года и через несколько дней, 4 февраля, был похоронен.

## Научные работы
- Dagbok hållen vid en resa till Norrpolen eller Spitsbergen, på K. Vetenskaps-Akademiens omkostnad och med ett Grönländska Compagniet i Göteborg tillhörande skepp år 1758 (In: Årsboken Ymer, Band 1, 1881).
- Description of a species of Procellaria which if found at the North pole (перевод статьи на английский язык) (лат.) (англ.) // The Auk. Volume 28, Number 3. July, 1911, pp.300-304 (недоступная ссылка)  (Дата обращения: 29 марта 2011)